# A condição pós-moderna
A condição pós-moderna (em francês:  La condition postmoderne: rapport sur le savoir) é um livro de 1979 do filósofo Jean-François Lyotard, no qual o autor analisa a noção de conhecimento na sociedade pós-moderna como o fim das "grandes narrativas", ou metanarrativas, que considera uma característica primordial da modernidade.
Lyotard introduziu o termo "pós-modernismo", que antes era usado apenas por críticos de arte, na filosofia e nas ciências sociais, com a seguinte observação: “Simplificando ao extremo, defino pós-moderno como incredulidade em relação às metanarrativas”. Originalmente escrito como um relatório sobre a influência da tecnologia nas ciências exatas, encomendado pelo Conseil des universités du Québec, o livro se tornou bastante influente. Lyotard admitiu mais tarde que tinha um conhecimento "menos que limitado" da ciência sobre a qual escreveria, considerando A condição pós-moderna seu pior livro.

## Resumo
Lyotard critica metanarrativas como o reducionismo e noções teleológicas da história humana como as do Iluminismo e do marxismo, argumentando que elas se tornaram insustentáveis por causa do progresso tecnológico nas áreas de comunicação, meios de comunicação de massa e ciência da computação. Técnicas como a inteligência artificial e a tradução automática mostram uma mudança para a produção linguística e simbólica como elementos centrais da economia pós-industrial e da cultura pós-moderna relacionada, que surgiu no final da década de 1950, após a reconstrução da Europa Ocidental. O resultado é uma pluralidade de jogos de linguagem (um termo cunhado por Ludwig Wittgenstein :67), de diferentes tipos de argumento. Ao mesmo tempo, o objetivo da verdade na ciência é substituído pela "performatividade" e pela eficiência ao serviço do capital ou do Estado, e a ciência produz resultados paradoxais, como a teoria do caos, todos os quais minam a grande narrativa da ciência. Lyotard professa uma preferência por esta pluralidade de pequenas narrativas que competem entre si, substituindo o totalitarismo das grandes narrativas.

## Recepção
A condição pós-moderna foi influente. No entanto, Lyotard admitiu mais tarde que tinha um conhecimento "menos que limitado" da ciência sobre a qual escreveu e, para compensar essa ignorância, "inventou histórias" e referiu-se a uma série de livros que na verdade não tinha lido. Em retrospecto, ele o chamou de “uma paródia” e “simplesmente o pior de todos os meus livros”. O poeta Frederick Turner escreve que, como muitas obras pós-estruturalistas, The Postmodern Condition "não se desgastou bem". No entanto, ele o considera mais legível do que outras obras pós-estruturalistas e credita a Lyotard por cobrir "uma boa parte do terreno de uma forma viva e econômica".